# Aluguel de ações
O aluguel de ações, também conhecido como empréstimo de ações, consiste em operação do mercado financeiro que é usada por quem deseja operar vendido (short) e lucrar com a queda de determinada ação. A operação envolve duas partes, o tomador, que usará o ativo alugado e irá vendê-lo por determinado tempo, e o doador, que disponibiliza o ativo para o tomador alugar e recebe uma taxa com base anual.

## História
Essa estratégia começou a se popularizar nos EUA em 1997, mesma época em que começou a ser utilizada no Brasil com o nome BTC - Banco de Títulos CBLC - e era de responsabilidade da CBLC.

## Usos

### Lucrar com a queda de uma ação
O tomador do aluguel aluga as ações e realiza a venda das mesmas, devendo recomprá-las dias antes do encerramento do contrato de aluguel. A operação é utilizada para momentos de tendência de queda do mercado ou na ação e o tomador lucra ao conseguir recomprar as ações por um valor mais baixo do que as vendeu inicialmente.
O aluguel de ações é uma operação de risco  intermediado por meio de uma corretora de valores em que o tomador é obrigado a deixar um ou mais ativos em garantia. O tomador paga a taxa de aluguel pedida pelo doador no fim do contrato ou, se encerrá-lo antes do fim acordado, o doador recebe a taxa pro rata com base na taxa pedida e nos dias úteis em que o ativo ficou alugado. Mesmo com as ações alugadas, o doador receberá os dividendos que a empresa distribuir.

### Remunerar uma carteira de ações
A vantagem para o tomador é poder ganhar com a queda da ação, já o doador consegue rentabilizar sua carteira de ações e usar o dinheiro recebido para aumentar o número de ações em carteira.

### Long & Short
O aluguel de ações é utilizado também em operações de long & short, também conhecida como pairs trading, estratégia complexa que visa obter ganhos quando dois ativos altamente correlacionados estão em desequilíbrio e surge uma oportunidade para se beneficiar da distorção da precificação dos ativos.

### Arbitragem
Operações de aluguel também são usadas por quem deseja realizar a estratégia de arbitragem de ativos.

## Vantagens para o mercado de capitais
Operações de aluguel aumentam a liquidez do mercado pois os ativos que ficariam em custódia sem movimentação são utilizados nas operações, como resultado disso a eficiência do mercado aumenta.